# Gaultheria novaguineensis
Gaultheria novaguineensis är en ljungväxtart som beskrevs av J. J. Smith. Gaultheria novaguineensis ingår i släktet Gaultheria och familjen ljungväxter. Utöver nominatformen finns också underarten G. n. pascua.